# Bój pod Owruczem (VII 1920)

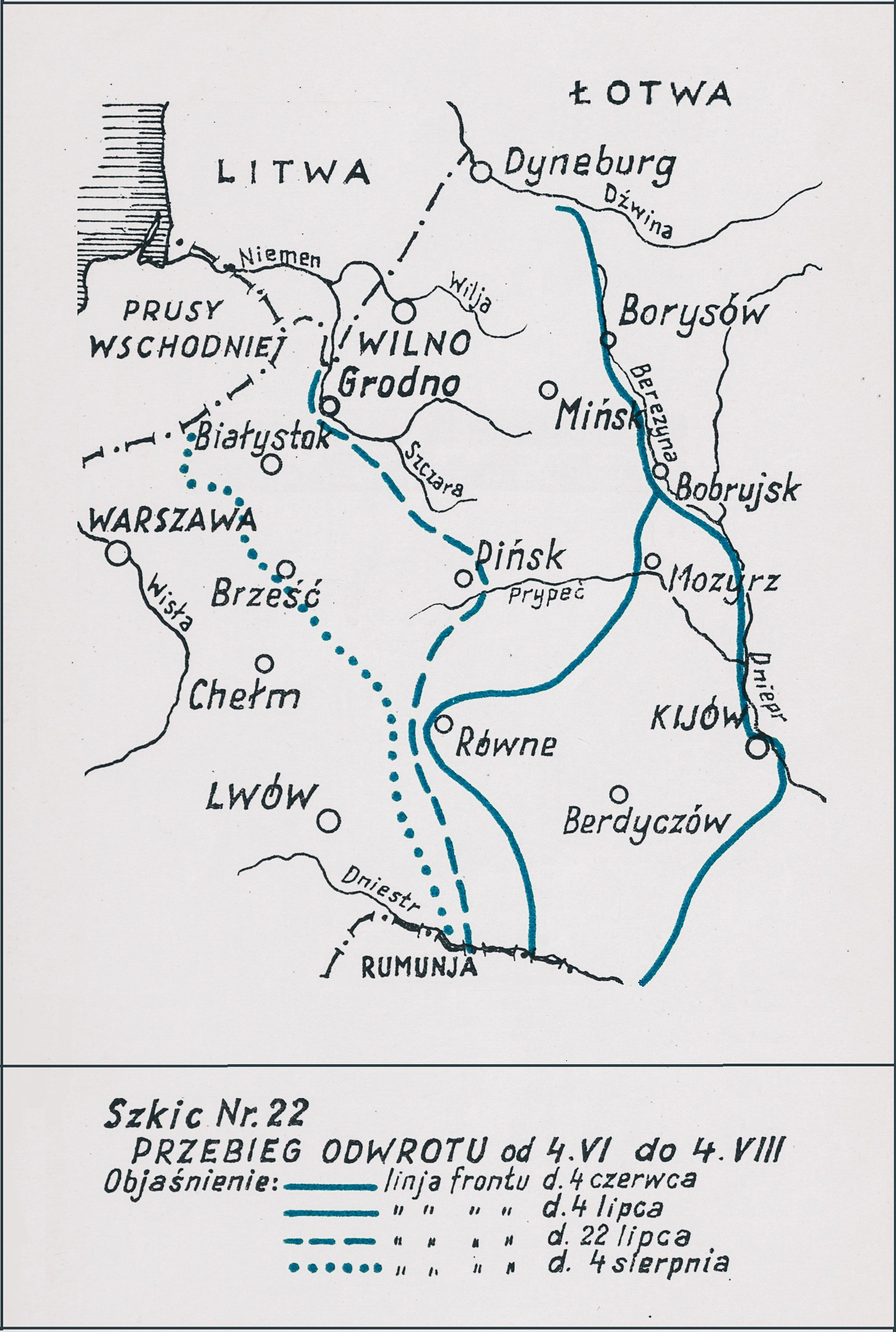
Adam Przybylski,
Wojna Polska 1918–1921

Bój pod Owruczem – walki polskiego oddziału wypadowego kpt. Lode z pododdziałami sowieckich 58., 24., 25. i 47 Dywizji Strzelców toczone w okresie ofensywy Frontu Południowo-Zachodniego w czasie wojny polsko-bolszewickiej.

## Geneza
26 maja na Ukrainie wojska sowieckiego Frontu Południowo-Zachodniego przeszły do ofensywy, a już 5 czerwca trzy dywizje sowieckiej 1 Armii Konnej Siemiona Budionnego przełamały trwale polski front na odcinku obrony grupy gen. Jana Sawickiego.
8 czerwca Naczelne Dowództwo zarządziło na Ukrainie ogólny odwrót wojsk polskich. 10 czerwca odwrót spod Kijowa w kierunku na Korosteń rozpoczęła polska 3 Armia, 16 czerwca dotarła do Uszy, a 22 czerwca większość sił posiadała już na Uborci. W ostatnich dniach czerwca poszczególne związki operacyjne Frontu Ukraińskiego, dowodzonego już przez gen. Edwarda Rydza-Śmigłego, ugrupowane były w następujący sposób: 6 Armia gen. Wacława Iwaszkiewicza-Rudoszańskiego zajmowała odcinek frontu Dniestr–Chmielnik–Lubar, nowo sformowana 2 Armia gen. Kazimierza Raszewskiego znajdowała się na linii rzek Słucz i Horyń, a 3 Armia gen. Edwarda Rydza-Śmigłego rozlokowana była nad Uborcią.
W trakcie wycofywania się wojsk polskich na Polesiu 21 Dywizja Piechoty gen. Andrzeja Galicy zajęła 9 lipca pozycje nad Uborcią.

## Walczące wojska
| Jednostka                           | Dowódca                      | Podporządkowanie |
| Wojsko Polskie                      |                              |                  |
| 21 Dywizja Piechoty                 | gen. Andrzej Galica          | Grupa Poleska    |
| ⇒ I Brygada Strzelców Podhalańskich |                              | 21 DP            |
| → 1 pułk strzelców podhalańskich    | ppłk Kazimierz Horoszkiewicz |                  |
| – podgrupa 1 pspodh                 | por. Hunjada                 | OW               |
| → 2 pułk strzelców podhalańskich    | ppłk Gustaw Truskolaski      | 21 DP            |
| – podgrupa 2 pspodh                 | por. Stanisław Stahlberger   | OW               |
| grupa gen. Bułaka-Bałachowicza      | gen. Stanisław Bałachowicz   |                  |
| – podgrupa                          |                              | OW               |
| Armia Czerwona                      |                              |                  |
| oddziały 24 Dywizji Strzelców       |                              | 12 Armia         |
| sztab 25 Dywizji Strzelców          |                              | 12 Armia         |
| sztab 47 Dywizji Strzelców          |                              | 12 Armia         |
| sztab 58 Dywizji Strzelców          |                              | 12 Armia         |
| ⇒ 172 Brygada Strzelców             |                              | 58 DS            |
| → 514 pułk strzelców                |                              | 172 BS           |

## Walki pod Owruczem
By zapobiec spadkowi morale wśród własnych wojsk, spowodowanemu permanentnym cofaniem się na kolejne rubieże obronne, dowódca 21 Dywizji Piechoty gen. Andrzej Galica, w porozumieniu z dowództwem grupy gen. Bułaka-Bałachowicza, postanowił dokonać głębokiego wypadu na odległy blisko 100 kilometrów od linii frontu Owrucz.
Do akcji tej 1. i 2. pułk strzelców podhalańskich wydzieliły po jednym oficerze i kilkudziesięciu żołnierzy – ochotników. Gen. Bułhak-Bałachowicz ze swojej grupy wydzielił 170 kawalerzystów i 150 żołnierzy piechoty. Nad tak sformowanym oddziałem wypadowym dowództwo objął kpt. Lode. Wieczorem 9 lipca oddział wyruszył do działań. Jadąc bocznymi leśnymi drogami na podwodach, po południu 10 lipca osiągnięto rejon Owrucza. W tym czasie w mieście stały sztaby sowieckich 58. i 25 Dywizji Strzelców, część sztabu 47 Dywizji Strzelców oraz 514 pułk strzelców.
Piechota polska uderzyła na Owrucz z trzech stron, całkowicie zaskakując nieprzygotowanego do obrony nieprzyjaciela. Mimo to czerwonoarmiści stawili zaciekły opór. Broniący się na rynku oddział, złożony z około 110 żołnierzy z jednym działem, został doszczętnie zniszczony, a 514 pułk strzelców trzykrotnie ruszał do kontrataku. Blisko trzygodzinną walkę rozstrzygnęła szarża oddziału kawalerii gen. Bałachowicza prowadzona ulicami Owrucza, która wywołała panikę w szeregach przeciwnika. Polegli, kierujący walką, szef sztabu 58 Dywizji Strzelców i dowódca 514 pułku strzelców. W drodze powrotnej oddział wypadowy był bezskutecznie atakowany przez pododdziały 24 Dywizji Strzelców.

## Bilans walk
Wypad zakończył się zwycięstwem Polaków i miał duże znaczenie moralne dla wojsk polskich. Straty sowieckie szacowano na około czterystu poległych i rannych. Wzięto do niewoli około dwustu jeńców i tabory z zapasem tytoniu i papierosów.